# Oberbuch (Stammbach)
Oberbuch ist ein Gemeindeteil des Marktes Stammbach im Landkreis Hof (Oberfranken, Bayern). Oberbuch liegt in der Gemarkung Stammbach.

## Geografie
Die Einöde liegt am Angerbach, einem rechten Zufluss der Ölschnitz. Eine Gemeindeverbindungsstraße führt die Bahnstrecke Bamberg–Hof unterquerend und an Hinterbug vorbei zur Kreisstraße HO 22 (0,5 km nordwestlich) bzw. nach Tennersreuth (0,9 km südöstlich).

## Geschichte
Oberbuch gehörte zur Realgemeinde Metzlesdorf. Gegen Ende des 18. Jahrhunderts bestand Oberbuch aus einem Anwesen. Die Hochgerichtsbarkeit stand dem bayreuthischen Vogteiamt Stammbach zu. Das Kastenamt Stammbach war Grundherr des Hauses.
Von 1797 bis 1810 unterstand Oberbuch dem Justiz- und Kammeramt Gefrees. Infolge des Ersten Gemeindeedikts wurde Oberbuch dem 1812 gebildeten Steuerdistrikt Stammbach und der zugleich entstandenen Ruralgemeinde Stammbach zugeordnet.

### Baudenkmäler
- Durchlass der Bahnstrecke Bamberg–Hof[8]

### Einwohnerentwicklung
| Jahr      | 001812 | 001819 | 001861 | 001871 | 001885 | 001900 | 001925 | 001950 | 001961 | 001970 | 001987 |
| Einwohner | *      | *      | 4      | 6      | 2      | 2      | 5      | 9      | 14     | 17     | 4      |
| Häuser    | *      |        |        |        | 1      | 1      | 1      | 1      | 2      |        | 2      |
| Quelle    | [ 6 ]  | [ 10 ] | [ 11 ] | [ 12 ] | [ 13 ] | [ 14 ] | [ 15 ] | [ 16 ] | [ 17 ] | [ 18 ] | [ 1 ]  |

## Religion
Oberbuch ist evangelisch-lutherisch geprägt und bis heute nach St. Maria (Stammbach) gepfarrt.